# 티니
티니(Tiny)는 대한민국의 여성 댄스 그룹이다.

## 멤버
서휘, 보람, 자넷

## 약력
티니는 리더 서휘, 리드보컬 보람, 래퍼 자넷으로 구성된 3인조 여성그룹이다. 그룹의 뜻은 트리니티(Trinity)의 약자로 삼위일체라는 뜻을 가지고 있다. 2000년 여름 티니는 1집 First of All Trinity를 발표한다. 펑기, R&B, 소울 등 다양한 음악으로 채워져 있다.
몇 개월이 지나 후속곡 Ture Love로 활동하지만 이 곡 역시 대중들에게 시선을 끌기 부족했다. 그룹은 소리없이 해체되고 리더 서휘는 KMTV VJ로 활동하였다.

## 음반
- 《First Of All》 (2000년 6월)